# کاخ بوربن

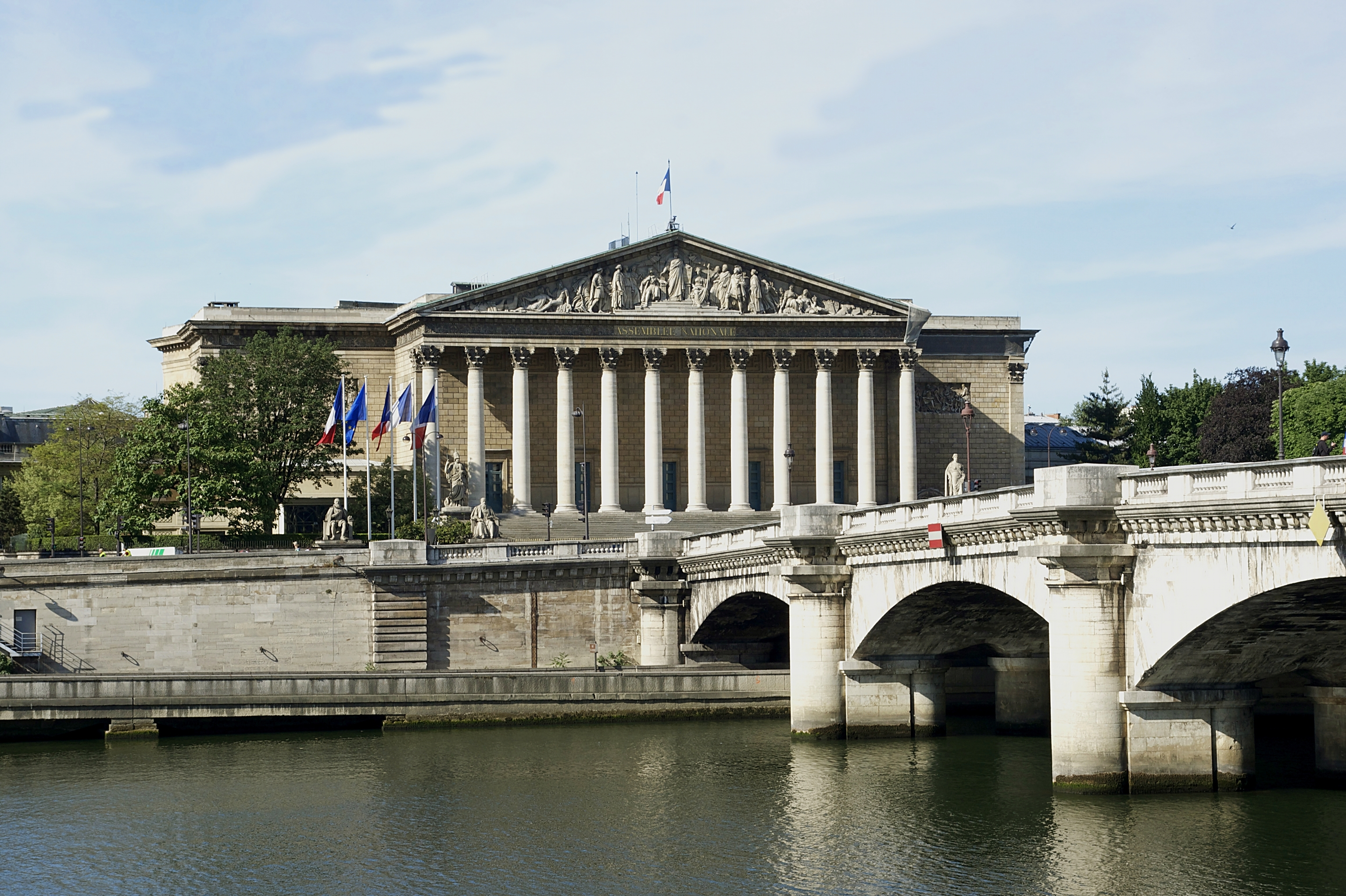
ایوان قدیمی کاخ بوربن که در ۱۸۰۶–۱۸۰۸ به‌وسیلهٔ ناپلئون بناپارت بنا شده‌است.

جلسهٔ مجمع ملی فرانسه در کاخ بوربن

کاخ بوربُن (فرانسوی: palais Bourbon‎) یک ساختمان دولتی واقع در منطقه هفتم پاریس، سمت چپ کرانه رود سن و در کنار میدان کنکورد است. این مکان، محل جلسات مجمع ملی فرانسه، نهاد قانون‌گذار دولت فرانسه است.

## نگارخانه

نقشهٔ طبقهٔ همکف پَله بوربن در (۱۷۵۲)
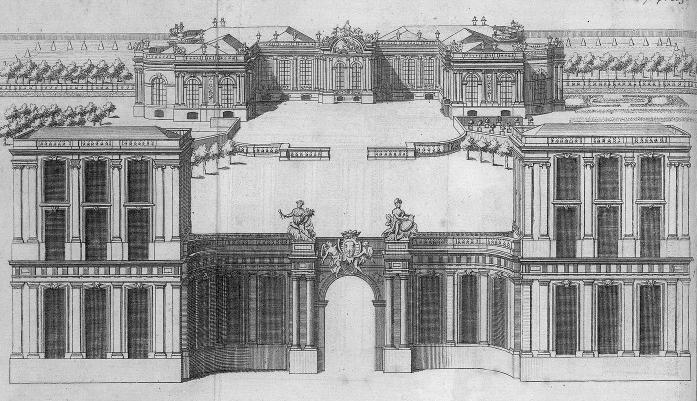
نقاشی پله بوربن در (۱۷۳۰)
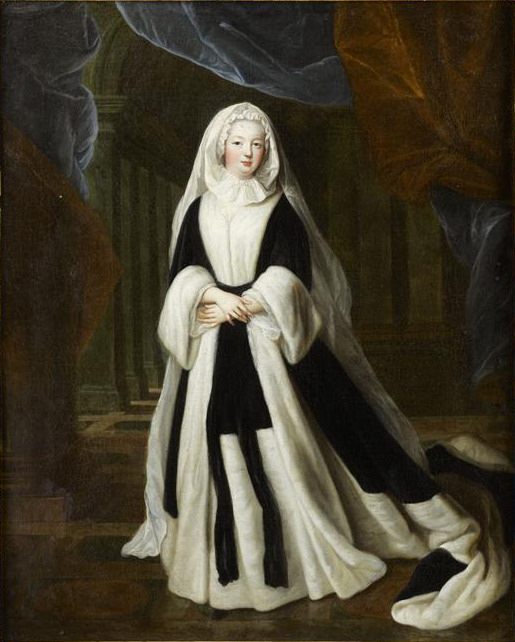
لوئیس فرانکوئس د بوربن، بنیان‌گذار کاخ بوربن، به عنوان یک بیوه به تصویر کشیده شده‌است (۱۷۳۷)
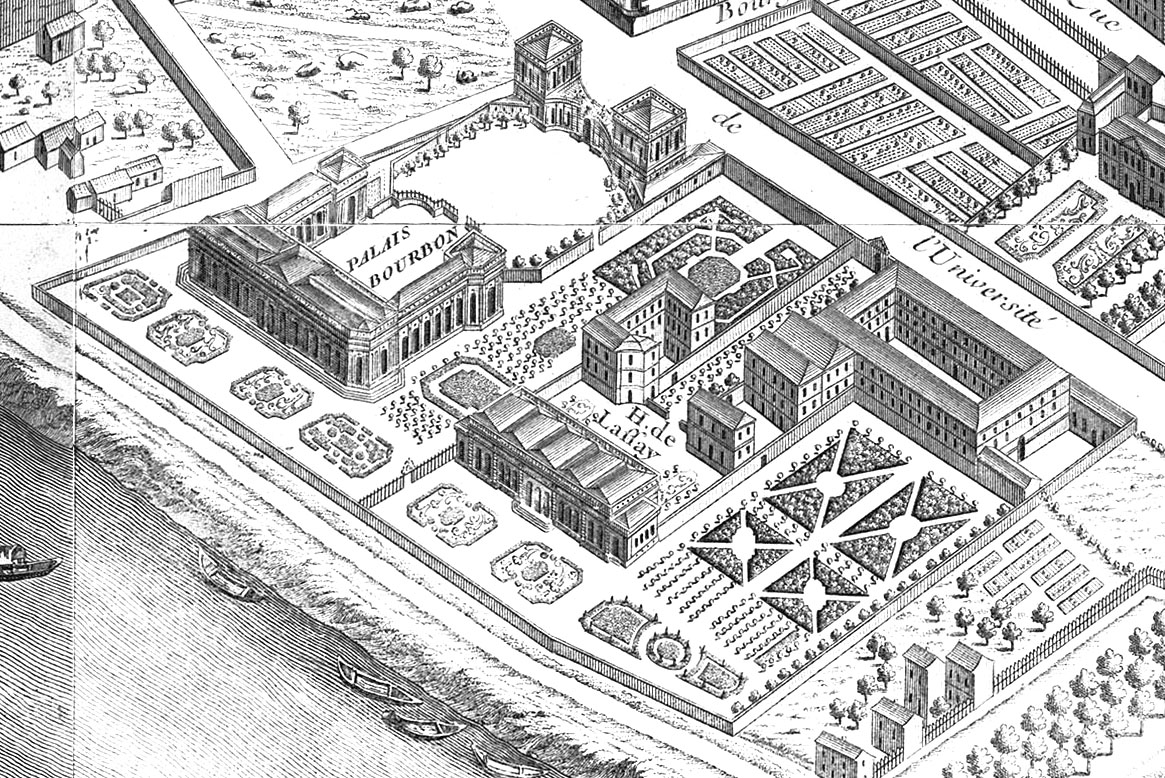
کاخ بوربن (بالا سمت چپ) و هتل د لاسای (پایین سمت راست)، اثر در نقشهٔ تیوگوت پاریس (۱۷۳۹)